# Amos Supuni

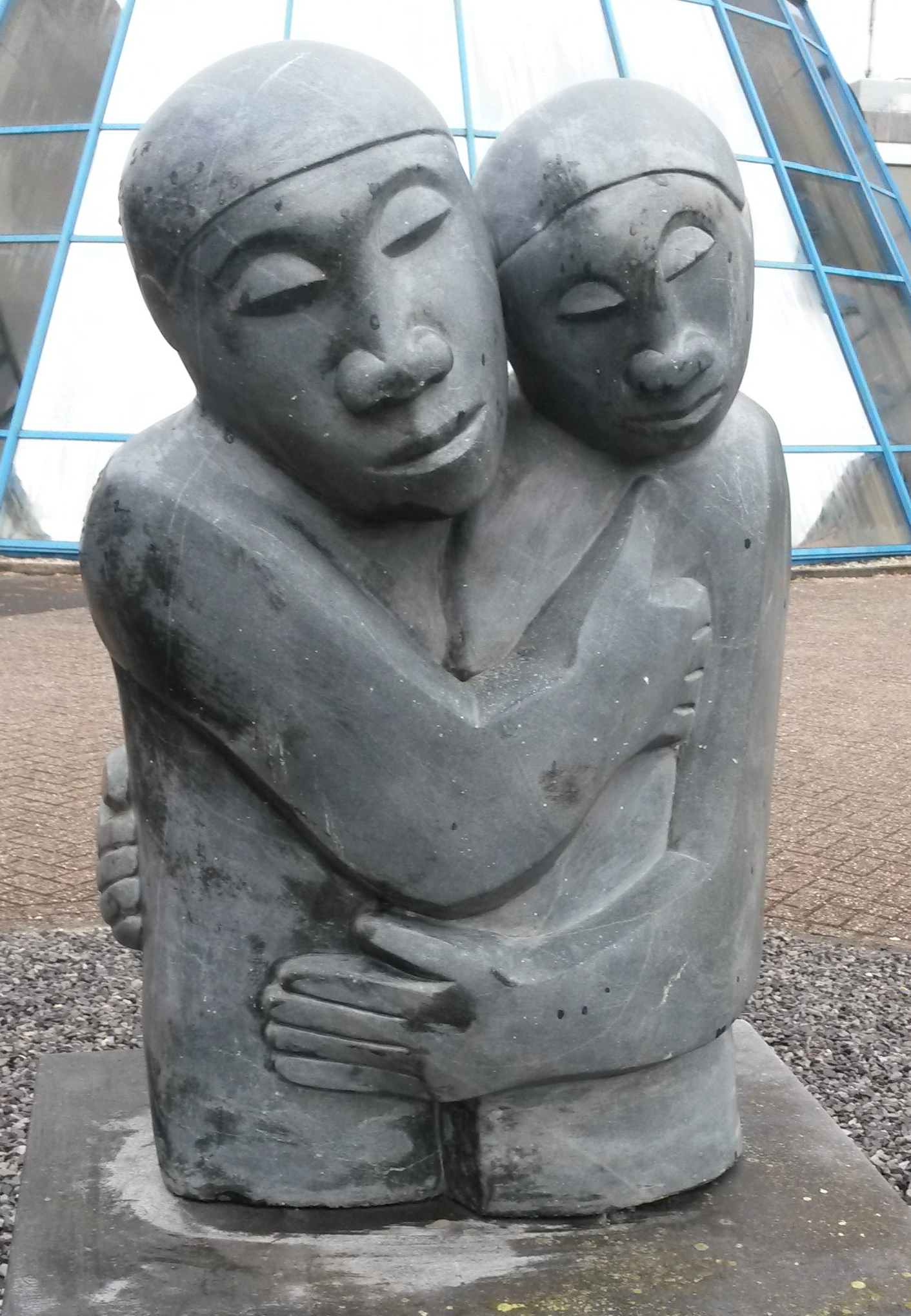
Reconciliation, standbeeld bij het stadhuis van Woerden

Amos Supuni (Malawi, 1970 - Mozambique, december 2008) was een beeldhouwer uit Zimbabwe.

## Biografie
De ouders van Supuni verhuisden naar Zimbabwe toen hij twee maanden oud was. Na zijn middelbare school voegde Supuni zich bij een katholieke jongerengroep in Tafara, een buitenwijk van Harare. Daar kreeg hij lessen beeldhouwkunst van Tapfuma Gutsa.
In 2002 woonde Supuni enige tijd in Utah, waar hij lesgaf.

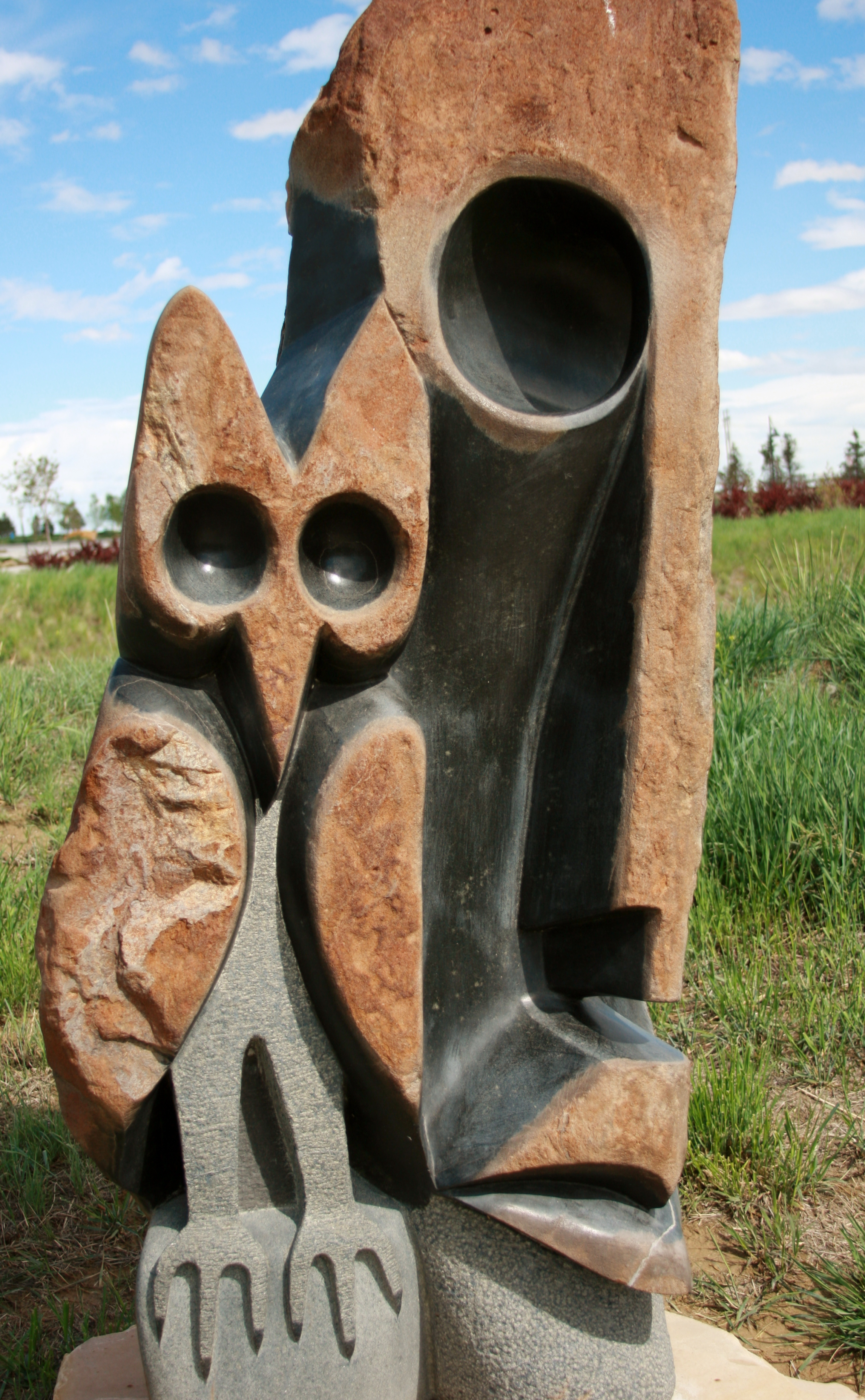
N'anga en zijn uil

Supuni stierf jong. Hij werd gedood terwijl hij in Mozambique voedsel zocht voor zijn familie.